# اروپاسور
اروپاسور (نام علمی: Europasaurus) نام یک گونه از زیرراسته سوسمارپاشکلان است.